# Emerenziana
Emerenziana  è un nome proprio di persona italiano femminile.

## Varianti
- - Ipocoristici: Merenziana[1], Emi[3]
- Maschili: Emerenziano[2]

### Varianti in altre lingue
- Basco: Emerentzen[4]
- Bulgaro: Емерентиана (Emerentiana)
- Catalano: Emerenciana
  - Maschili: Emerencià[4]
- Francese: Émérentienne, Émérentiane
- Latino: Emerentiana[1]
  - Maschili: Emerentianus
- Olandese: Emerentiana
- Polacco: Emerencjana, Emerencjanna
- Portoghese: Emerenciana
- Russo: Эмерентиана (Emerentiana)
- Serbo: Емерентијана (Ėmerentijana)
- Spagnolo: Emerenciana
  - Maschili: Emerenciano[4]

## Origine e diffusione

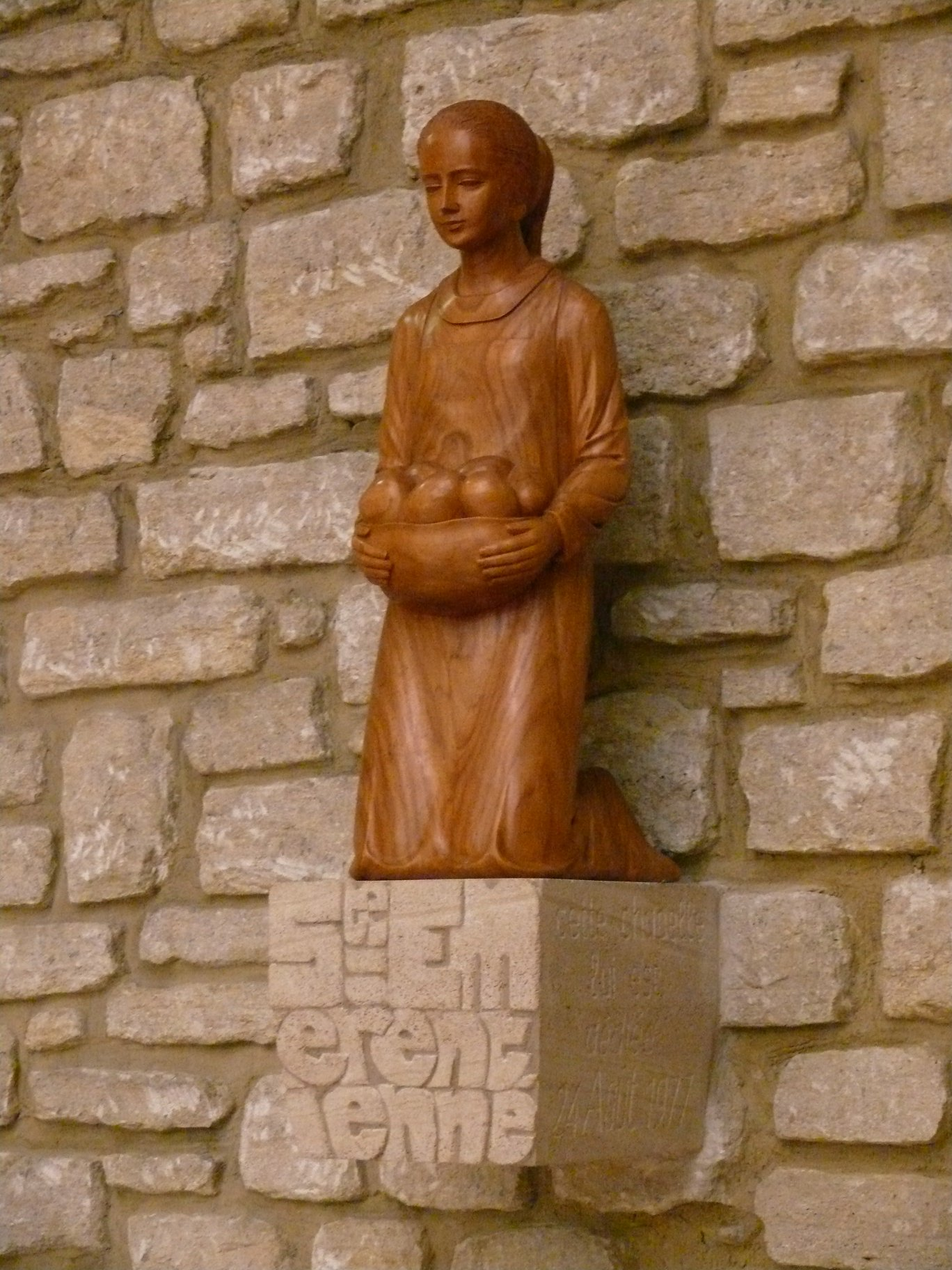
Statua di sant'Emerenziana a Venasque

Nome di scarsa diffusione, usato quasi solo nella forma femminile, attestatasi grazie al culto verso sant'Emerenziana.
Deriva dal nome latino imperiale Emerentiana, dall'origine discussa. Secondo alcune fonti, si tratta di un patronimico basato sul termine emerens ("meritevole" o "che ha pienamento meritato", da cui il nome Emerenzio); alternativamente, sempre come patronimico, potrebbe essere ricondotto al nome Emerano (a sua volta un patronimico di Emerio). Alcune altre fonti lo riconducono tuttavia al greco, dal termine emeresia, "del giorno", col significato di "neonata", "bambina".

## Onomastico
L'onomastico ricorre il 23 gennaio in memoria di sant'Emerenziana, vergine e martire a Roma sotto Diocleziano.

## Persone
- Emerenziana, santa romana
- Emerenziana Panella, vero nome di Tiziana Panella, giornalista e conduttrice televisiva italiana

### Variante Emerentiana
- Emerentiana Hausbacher, albergatrice austriaca